# Thelma Lee
Thelma Lee, all'anagrafe Thelma Laderman (New York, 9 novembre 1916 – Mercer Island, 11 marzo 2012) è stata un'attrice e cantante statunitense, attiva in campo teatrale, televisivo e cinematografico.

## Biografia
Ha fatto il suo debutto a Broadway nel 1938 nel varietà Sing Out the News e da allora ha recitato a lungo in musical in scena a New York e nel resto degli Stati Uniti. Nel 1968 recitò in Milk and Honey al Music Fair Circuit, mentre nel 1970 tornò a Broadway in Minnie's Boys. Due anni dopo recitò ancora a Broadway, questa volta nell'opera di prosa Fun City
Nel 1974 interpretò la paraninfa Yente nel musical Fiddler on the Roof al Meadowbrook Dinner Theatre di Caedar Grove, mentre nel 1976 tonrò a Broadway nello stesso musical, questa volta nel ruolo della co-protagonista Golde accanto a Zero Mostel. Nel 1983 interpretò nuovamente Golde a Dallas e recitò nel ruolo di Hattie nel musical Follies a Pittsburgh; interpretò la parte in altre tre produzioni: a San Jose e Houston nel 1987 e alla Michigan Opera Theatre nel 1988.

## Filmografia parziale

### Cinema
- Re per una notte (The King of Comedy), regia di Martin Scorsese (1983)
- Essi vivono (They Live), regia di John Carpenter (1988)

### Televisione
- Throb - serie TV, 1 episodio (1986)
- Doogie Howser - serie TV, 1 episodio (1989)
- Due come noi - serie TV, 1 episodio (1990)
- Star Trek: The Next Generation - serie TV, episodio 3x17 (1990)
- Love Boat - The Next Wave - serie TV, 2 episodi (1998)